# Æthelthryth
Æthelthryth, auch Ætheldreda, Æðelþryð, Ethelreda oder Etheldreda (englisch Sankt Audrey, deutsch „Edeltraut“; * um 636 in Exning, Suffolk; † 23. Juni 679 in Ely) war eine angelsächsische Heilige.

## Familie

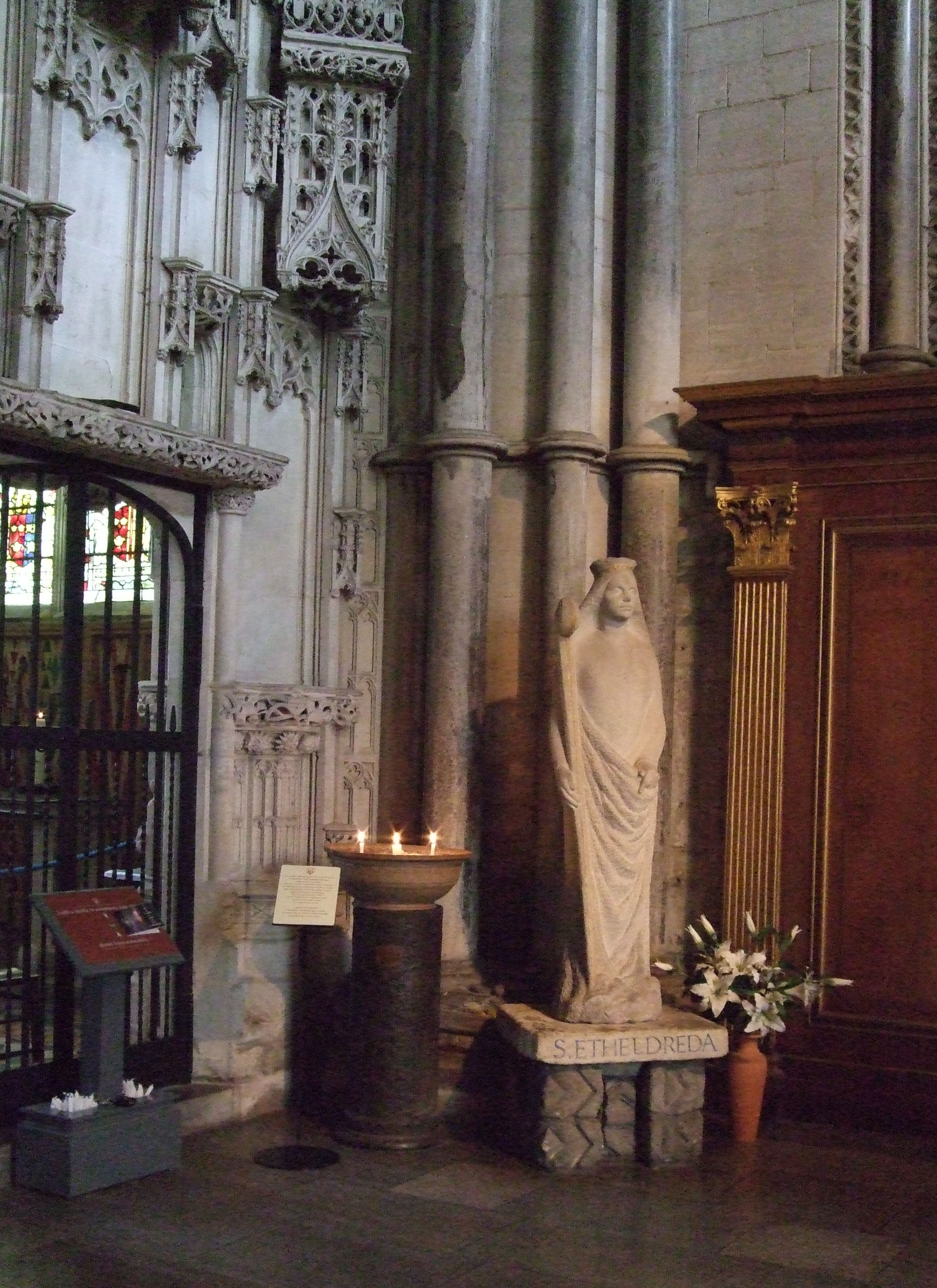
Statue Saint Ethelreda's in der Kathedrale von Ely

Æthelthryth stammte aus der Familie der Wuffinger. Ihr Vater war Anna, König von East Anglia. Anna war vermutlich zweimal verheiratet. Ihre Mutter soll Hereswitha, eine Verwandte des Königs Edwin (616–633) von Northumbria gewesen sein. Es ist jedoch umstritten, ob er tatsächlich mit Hereswitha und/oder Sæwara verheiratet war. Ihre Schwestern bzw. Halbschwestern Seaxburg, Æthelburh (unehelich), Wihtburh und Sæthryth gelten ebenfalls als Heilige. Nach dem Liber Eliensis aus dem 12. Jahrhundert sollen Ealdwulf und St. Jurmin ihre Brüder gewesen sein.

## Leben
Wohl um seine Position zu festigen vermählte Anna seine Tochter Æthelthryth um 652 mit Tondberht, dem princeps Australium Gyruiorum (Ealdorman der Süd-Gyrwier) eines kleinen halbautonomen Stammes in den Fens an der Grenze zu Mercia. Von Tondberct erhielt sie die Isle of Ely als Morgengabe, hielt aber ihr Keuschheitsgelübde bis zu seinem Tod im Jahre 655.
Als Witwe zog sie sich nach Ely zurück. In zweiter Ehe wurde sie 660 mit Ecgfrith, dem 15-jährigen Sohn des Königs Oswiu von Northumbria verheiratet. Als dieser 670 an die Macht kam, wurde sie Königin. Ecgfrith drängte immer stärker auf den Vollzug der Ehe. Æthelthryth wandte sich an Bischof Wilfrith von York, der es ihr ermöglichte, um 672 als Nonne in Coludi (heute Coldingham, Schottland), der Priorei von Ecgfriths Tante Æbbe, aufgenommen zu werden. 673 kehrte sie nach East Anglia (Ostanglien) zurück und gründete das Doppelkloster Ely Abbey, dem sie selbst als Äbtissin vorstand. Dort blieb sie bis zu ihrem Tod und führte ein asketisches Leben. Im darauffolgenden Jahr (674) übergab sie Ländereien an den Bischof Wilfrid von York, damit dieser die neue Abtei Hexham gründen konnte. Am Ende ihres Lebens litt sie unter einem Halsgeschwür, das sie als göttliche Strafe dafür empfand, dass sie in ihrer Jugend Halsbänder und Ketten getragen hatte. Trotz Behandlung durch den Arzt Cynefrith verlief die Krankheit tödlich. Sie starb am 23. Juni 679 und wurde in einem hölzernen Sarg auf dem Friedhof ihrer Abtei begraben. Ihre Schwester Seaxburg wurde Nachfolgerin als Äbtissin von Ely.

## Rezeption und Verehrung
Im Jahr 695 ließ Seaxburg die Gebeine Æthelthryths erheben und in einen neuen Sarkophag aus weißem Marmor umbetten. Dabei fand man ihren Leichnam unverwest vor. Ihr Grab wurde ein vielbesuchter Wallfahrtsort. An ihrem Grab sollen zahlreiche Kranke geheilt und sogar Blinde ihr Augenlicht wiedererlangt haben. Besessene wurden durch Berühren ihrer Kleider geheilt.
Im frühen 8. Jahrhundert dichtete Beda Venerabilis eine Hymne zu Ehren der jungfräulichen Æthelthryth. Um 950 verfasste der Kleriker Ælfhelm in Ely eine Schrift über die Wunder der heiligen Æthelthryth, die zwar verloren ging, aber im Liber Eliensis I, 43–49 aus dem späten 12. Jahrhundert zitiert wurde. Im Jahr 1022 wurde der „Festtag der heiligen Königin und Jungfrau“ (die festiuitatis sanctae Æðeldredae reginae et uirginis; 23. Juni) zur Datierung einer Urkunde benutzt. Gregor von Ely verfasste im frühen 12. Jahrhundert zwei lateinische Æthelthryth-Viten in Prosa und Versen. Der Liber Eliensis ging ausführlich auf die Heilige ein.
Ihr Grab blieb bis in die Reformationszeit das Ziel vieler Pilger. In England wird sie auch heute noch verehrt. Sie wird bei Augenleiden angerufen. In der Kunst wird sie als Äbtissin, mit Jesuskind, Blütenzweig, Quelle, Teufel, Buch, Krone und Hermelin dargestellt. Ihr Festtag ist der 23. Juni.